# 돌간어
돌간어(돌간어: Дулҕан/Дoлгaн)는 투르크어족에 속한 언어이다. 사용자는 5,000명이고, 타이미르반도에 사용자가 있다. 돌간인들이 사용한다. 돌간어는 북동투르크어족에 속한 언어이며 야쿠트어와 사촌지간되는 언어이다. 핀란드어, 헝가리어, 튀르키예어처럼 돌간어도 모음 조화가 있는 언어이다.

## 같이 보기
- 돌간인

## 참고 자료
- Stachowski, M.: Dolganischer Wortschatz, Kraków 1993 (+ Dolganischer Wortschatz. Supplementband, Kraków 1998).
- Stachowski, M.: Dolganische Wortbildung, Kraków 1997.